# Niezamyśl (Dobra)
Niezamyśl – dawne miasto położone w obrębie współczesnego miasta Dobra, uzyskało lokację miejską w 1546 roku, zdegradowane przed 1700 rokiem.